# Jorge Anders
Jorge Anders, geboren als Jorge Etzensberger (Buenos Aires, 18 april 1939) is een Argentijnse jazzklarinettist, tenorsaxofonist, bandleider en arrangeur. Hij woont en werkt in de Verenigde Staten.
Anders, de zoon van een klassieke violist, studeerde klassiek klarinet en leerde zelf saxofoon spelen. In 1956 begon hij zijn eigen kleine groepen, in 1964 nam hij voor het eerst op met het Santiago Giacobbe Quintet. Hij speelde met Rodolfo Alchourron en Alfredo Remus en kwam in 1979 naar New York. Hij arrangeerde voor onder meer Machito, Mel Lewis en Mercer Ellington en nam in de periode 1980-1986 op met Butch Miles. Van 1982 tot 1987 was hij klarinettist in het Duke Ellington Orchestra onder leiding van Mercer Ellington. Sinds 1985 treedt hij op met een eigen bigband, waarmee hij ook heeft opgenomen. Hij werkte verder mee aan platen van zijn dochter, de zangeres Gabriela Anders.

## Discografie
- En Embassy (met zijn kwartet), Dial, 1965
- Y Su Orquestra, Redondel, 1971
- Como Tiene Que Ser, Redondel, 1976
- New York All Stars Big Band and Quartet, RCA, 1983
- Quinteplus (met kwartet Quinteplus, opnames 1971 en 1972), Vampisoul, 2007